# 關騏昌

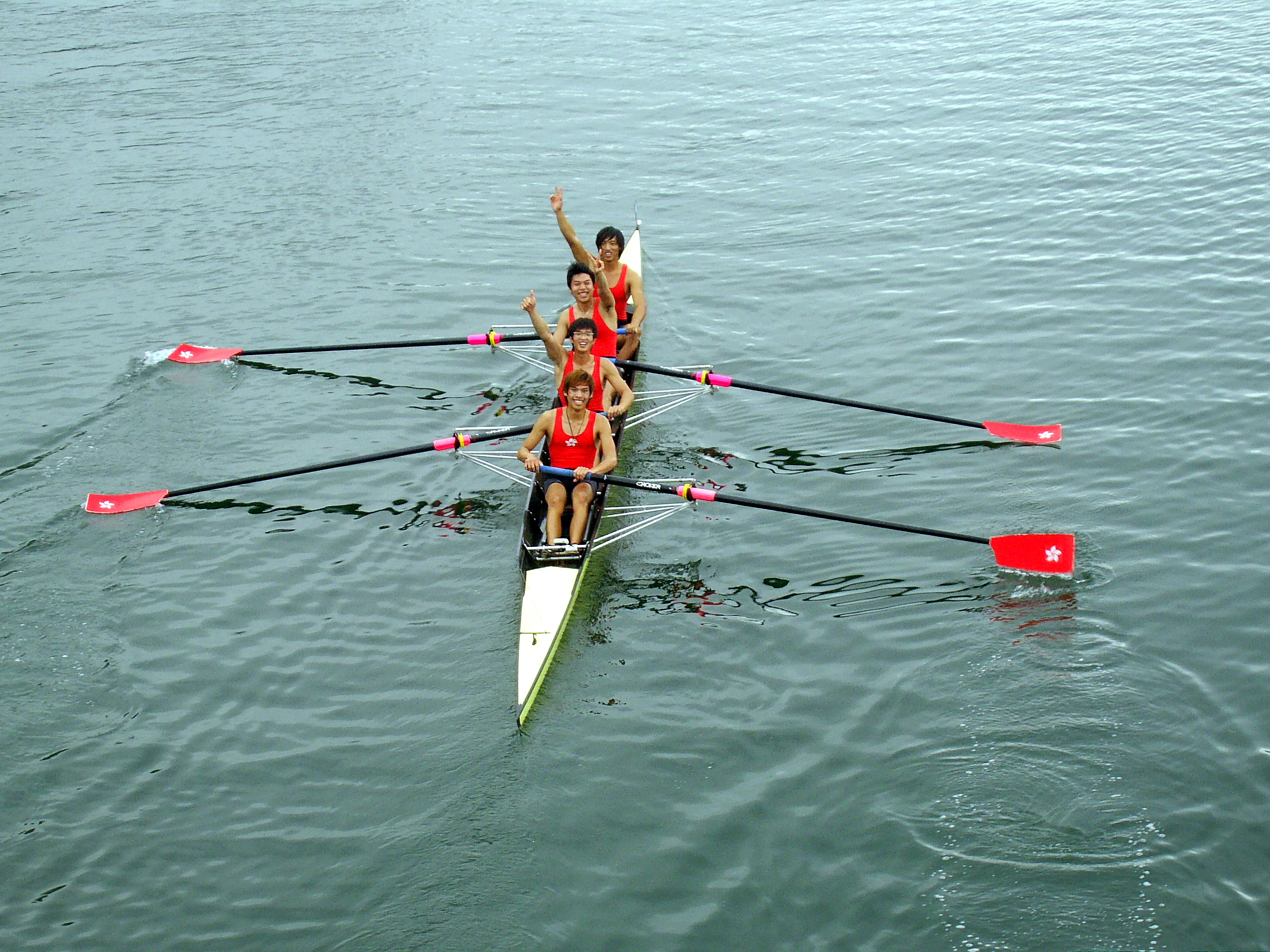
關騏昌與隊友在2009年東亞運動會賽艇比賽贏得銀牌

關騏昌（KWAN Ki Cheong，1990年3月5日—），香港賽艇運動員。畢業於彩虹邨天主教英文中學。

## 簡歷
2010年，關騏昌代表香港參加亞洲運動會賽艇比賽，伙拍梁俊碩、鄧超萌和廖順賢，出戰男子轻量级四人单桨无舵手項目，奪得铜牌。
2011年6月，關騏昌參加德國漢堡舉行的國際賽艇聯會賽艇世界杯賽事，伙拍鄧超萌贏得男子輕量級雙人項目亞軍；這亦是香港賽艇代表隊首個世界杯獎牌。

## 外部連結
- 中國香港體育協會暨奧林匹克委員會 運動員資料[永久]